# Chrysler Australia
Chrysler Australia ist der Importeur der Automarken Chrysler, Jeep und Dodge für den australischen Markt. Früher gab es jedoch eine Chrysler Australia Ltd., die von 1951 bis 1980 als australischer Automobilhersteller tätig war.

## Gründung der Chrysler Australia

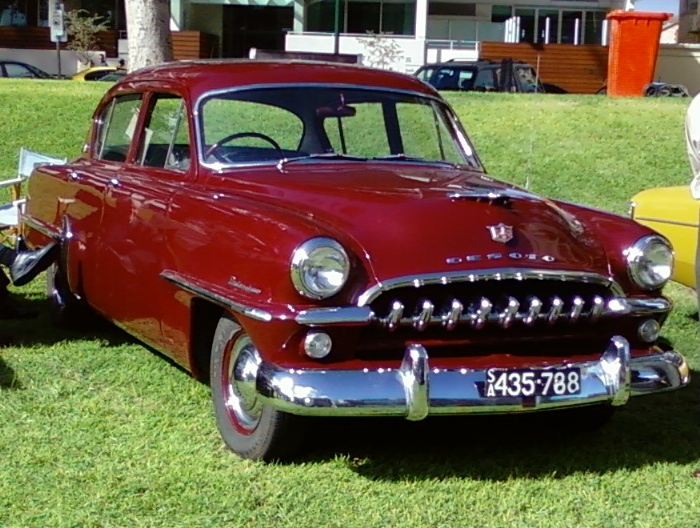
Der DeSoto Diplomat wurde von Chrysler Australia 1954–1957 als Limousine und Ute gebaut.

Die Chrysler Australia Ltd. wurde im Juni 1951 gegründet, als die Chrysler Corporation Chrysler Dodge DeSoto Distributors (Australia) übernahm, eine Gesellschaft, die 1935 von 18 unabhängigen Händlern gegründet worden war.
In den 1950er- und 1960er-Jahren investierte Chrysler in großem Umfang in seine australischen Fertigungsstätten, wozu 1964 auch ein neues Montagewerk in Tonsley Park und 1968 eine Gießerei für Motorblöcke in Lonsdale (Südaustralien) gehörten. Damals etablierte Chrysler sich als einer der Big Three unter den australischen Automobilherstellern, zu denen auch Holden und Ford gehörten.
Anfangs monierte Chrysler Australia US-amerikanische Chrysler-PKW und Nutzfahrzeuge. Ihre populärsten Autos der 1950er-Jahre waren mit Chrysler-Emblemen versehene Plymouth Cranbrook, Dodge Kingsway und DeSoto Diplomat, die alle drei auf dem US-amerikanischen Plymouth von 1954 basierten. Ein Ute wurde ebenfalls von Chrysler Australia entwickelt und in neun verschiedenen Varianten angeboten: Der Plymouth Cranbrook, Sayoy und Belvedere, der Dodge Kingsway Custom, Kingsway Crusader und Kingsway Coronet und der DeSoto Diplomat Custom, Diplomat Regent und Diplomat Plaza. Die Plymouth-Limousine wurde gerne als Taxi gekauft, aber der zunehmende Erfolg von Holden in den 1950er-Jahren führte zum Niedergang dieser Autos.

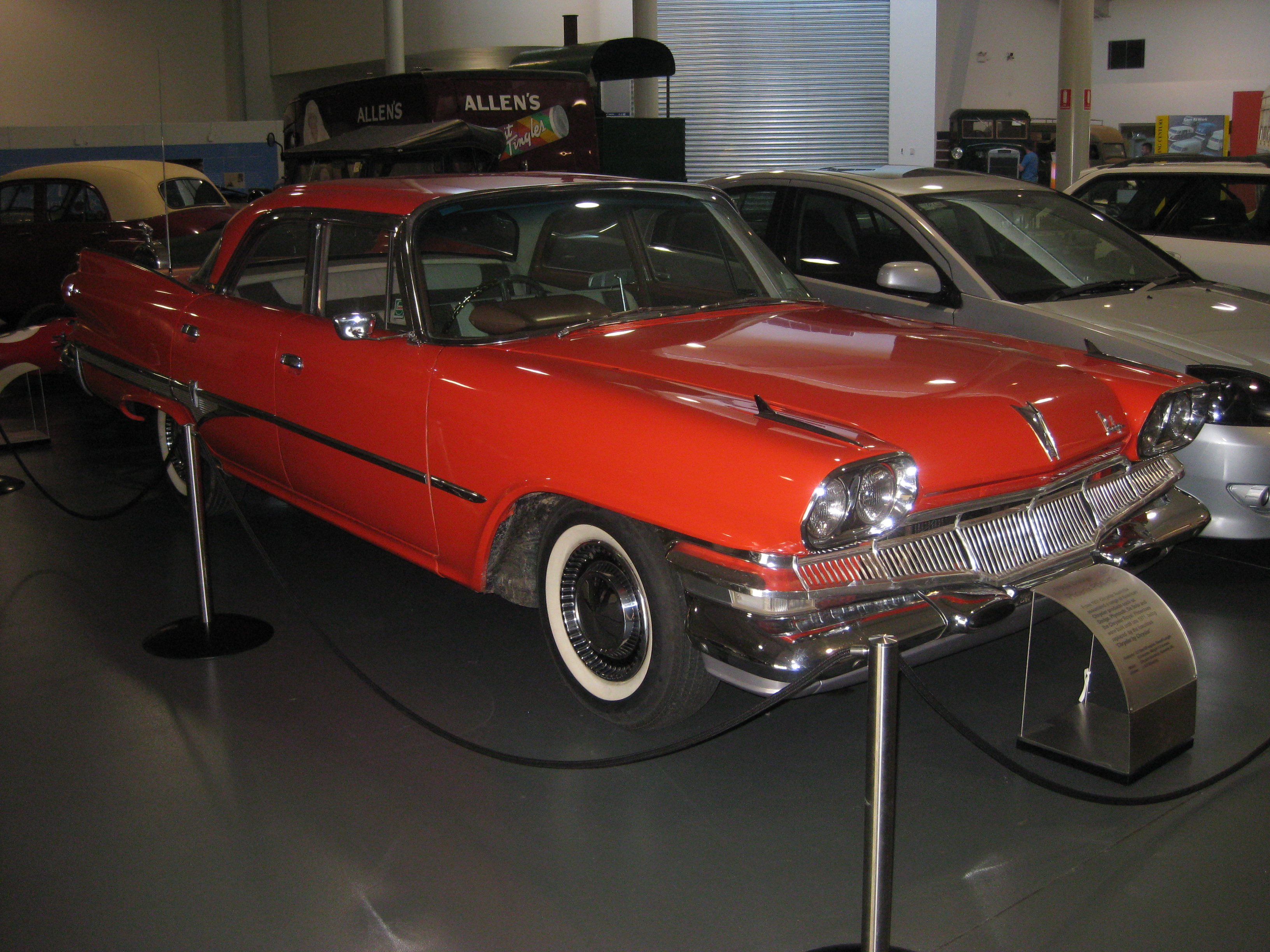
Der Dodge Phoenix wurde von Chrysler Australia von 1960 (wie abgebildet) bis 1973gebaut.

1957 machte Chrysler Australia aus den drei Markenmodellen ein Modell – den Chrysler Royal. Dieser war eine Facelift-Version des Plymouth von 1954 und blieb bis 1963 im Programm. Der Royal war eine automobile Kuriosität: Anfangs hatte er einen seitengesteuerten Sechszylinder-Reihenmotor und ein handgeschaltetes Dreiganggetriebe mit Lenkradschaltung. Dann erhielt er nach und nach aus den USA importierte Ausstattungsdetails, wie Servolenkung, ein mit Tasten im Lenkrad bedienbare Powerflite-Automatikgetriebe und einen obengesteuerten V8-Motor. Das Design zeigte Heckflossen und vorne übereinander angeordnete Doppelscheinwerfer. Die Veränderungen konnten aber das Abrutschen der Verkaufszahlen nicht aufhalten, da Holden den australischen Markt dominierte und der Royal als unmodern und teuer galt. 1963 wurde die Fertigung eingestellt.
Die Rettung für Chrysler war damals der französische Simca Aronde, ein populärer Mittelklassewagen mit Vierzylindermotor, den Chrysler aus CKD-Sätze in seinem Werk in Keswick montierte. Australische Ingenieure konstruierten einen Aronde Kombi, der nur in Australien gebaut wurde. Der Wagen hatte das damals neue Kurbelfenster in der Heckklappe. Die US-Muttergesellschaft Chrysler hatte sich 1958 bei Simca eingekauft, was die Basis für diesen Liefervertrag darstellte. Montage und Vermarktung von Simca Aronde und Simca Vedette wurden am 1. Juli 1959 angekündigt.
Im August 1959 stellte Chrysler Australia die neuen Modelle Plymouth Belvedere, Dodge Custom Royal und DeSoto Firesweep vor, die als CKD-Sätze aus den USA eingeführt und in der Chrysler-Fabrik in Adelaide montiert wurden. Der Plymouth hatte einen 5,2 l-V8-Motor, während der Dodge und der DeSoto über 5,9 l-V8-Motoren verfügten.
Chrysler Australia verkaufte 1960–1973 auch den aus den USA importierten Dodge Phoenix her.

## Die Valiant-Jahre

### 1960er-Jahre

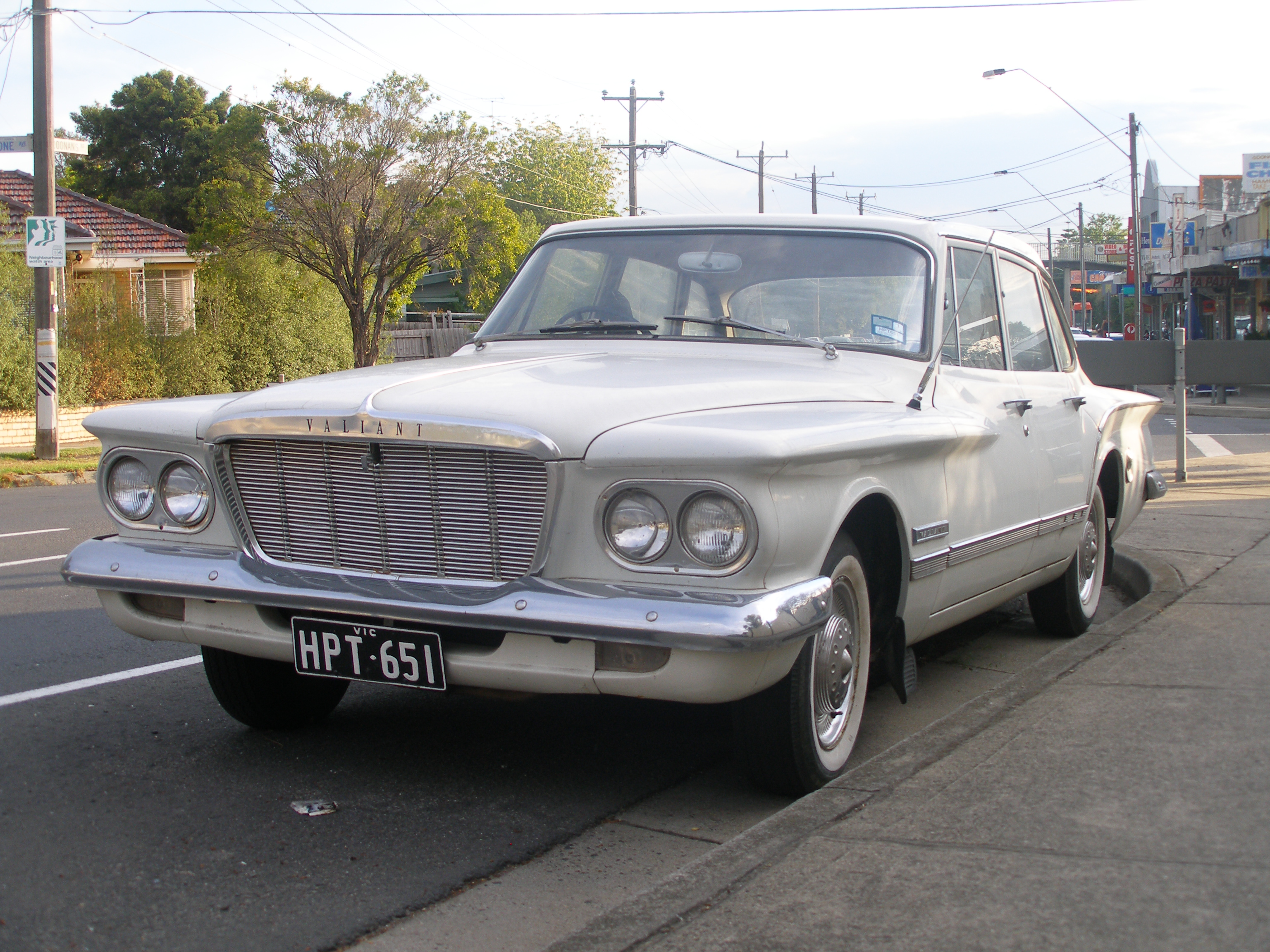
Chrysler Valiant Serie S. Der Valiant wurde von Chrysler Australia von 1962 bis 1980 gebaut.

Ab 1962 montierte Chrysler Australia das US-Modell Plymouth Valiant und verkaufte es als Chrysler Valiant. 1963 war eine australische Version, der Valiant AP5, entwickelt worden, dessen abweichendes Design dem Wagen eine eigene Identität, abweichend von den Plymouth- und Dodge-Modellen aus den USA, gab. Der Grund für das andere Design war, dass der australische Hersteller nicht die nötigen Finanzmittel besaß, um jährlich erfolgenden Designänderungen der US-Modelle zu folgen. Das geänderte Erscheinungsbild beugte dem Vorwurf vor, Chrysler Australia würde „das Modell vom letzten Jahr“ anbieten.
Im Laufe der 1960er-Jahre erweiterte Chrysler die Valiant-Modellpalette. Ein zweitüriges Hardtop-Modell, ein Modell mit langem Radstand (VIP) und ein Sportmodell (Pacer) kamen dazu.
Mit der Übernahme der britischen Rootes-Gruppe durch Chrysler USA 1966 übernahm auch Chrysler Australia Rootes Australia, einschließlich ihrer Fabrik in Port Melbourne. Das wichtigste Rootes-Modell in Australien war der Hillman Hunter. Dieses Auto verkaufte sich auch als Chrysler gut bis 1973.

### 1970er-Jahre

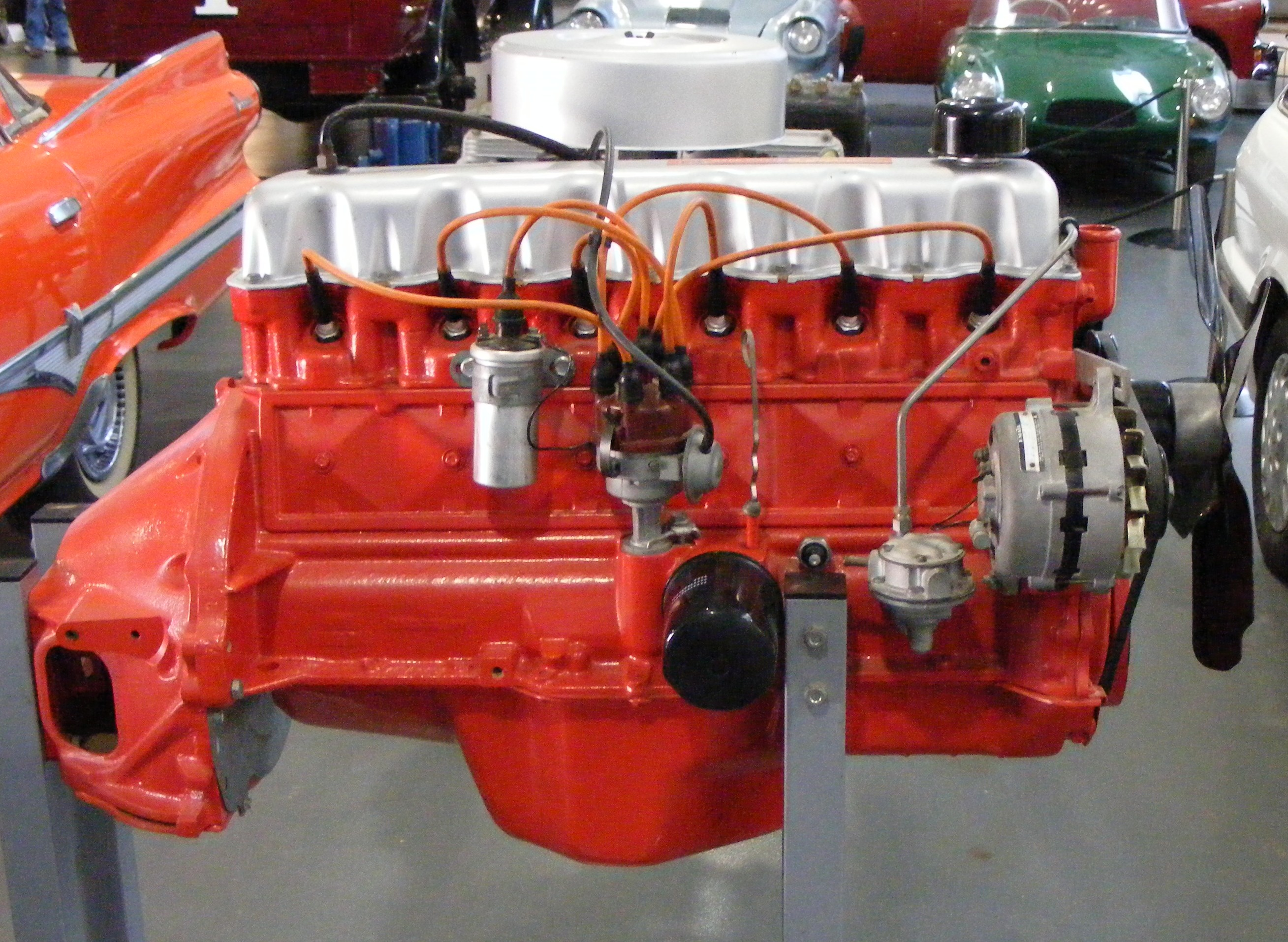
Prototyp des Hemi-245-R6-Motors (4015 cm³ Hubraum)

1970 wurde der nur in Australien gefertigte Hemi-245-Sechszylinder-Reihenmotor, der mit Unterstützung von Stirling Moss herausgebracht worden war, eingeführt. Der Motor wurde als „Right – for all the right reasons“ (dt.: Richtig – aus allen richtigen Gründen) vermarktet und wurde zum stärksten in Australien gebauten Sechszylindermotor, der mit drei Weber-Vergasern ausgestattet war. Die Konstruktion des Motors beruhte auf einem Motor, der in den USA zum Antrieb von Nutzfahrzeugen diente; selbst wurde er aber nie in den USA gebaut.
Der Valiant verkaufte sich gut, erreichte aber nie die Verkaufszahlen seiner wichtigsten Wettbewerber, dem Holden und dem Ford Falcon.
1971 stellte Chrysler Australien sein bekanntestes Auto vor: Den Valiant Charger. Dies war eine Version des Valiant mit kurzem Radstand (2667 mm), zwei Türen und Hardtop. Der Wagen hatte ein auffallendes, sportliches Design und einen Heckspoiler.
Das Basismodell des Charger kostete AU-$ 2.750,--, aber es gab auch teurere Modelle mit höherer Motorleistung oder Luxusausstattung.
Der Charger wurde 1971 von der Zeitschrift Wheels mit dem Prädikat „Auto des Jahres“ ausgezeichnet. Auch verkaufte sich der Wagen sehr gut und war für die Australier das, was der Ford Mustang für die US-Amerikaner oder der Ford Capri für die Briten oder Deutschen war.
Mitte der 1970er-Jahre stagnierte der Verkauf der Valiant-Modelle, da eine Reihe von Faktoren einen negativen Einfluss auf Chrysler Australia hatten:
- Die Ölkrise 1973 führte zu wachsender Beliebtheit kleiner, sparsamer Autos mit Vierzylindermotoren.
- Japanische Hersteller traten vermehrt auf dem australischen Markt auf und Vierzylindermodelle gehörten zu ihren Stärken.
- Der Valiant galt zunehmend als unmodern – trotz eines Facelifts 1971, das als „komplett neues Modell“ verkauft wurde, tatsächlich aber nur eine neue Karosserie um die alte Mechanik war. Das neue Design sah früher als das anderer Autos alt aus und 1973 und 1975 erhielt die Karosserie nur zwei kleine Facelifts. Ein großes Facelift 1976 konnte das Fallen der Verkaufszahlen aufhalten, und so konnte der Valiant noch bis 1981 gebaut werden.

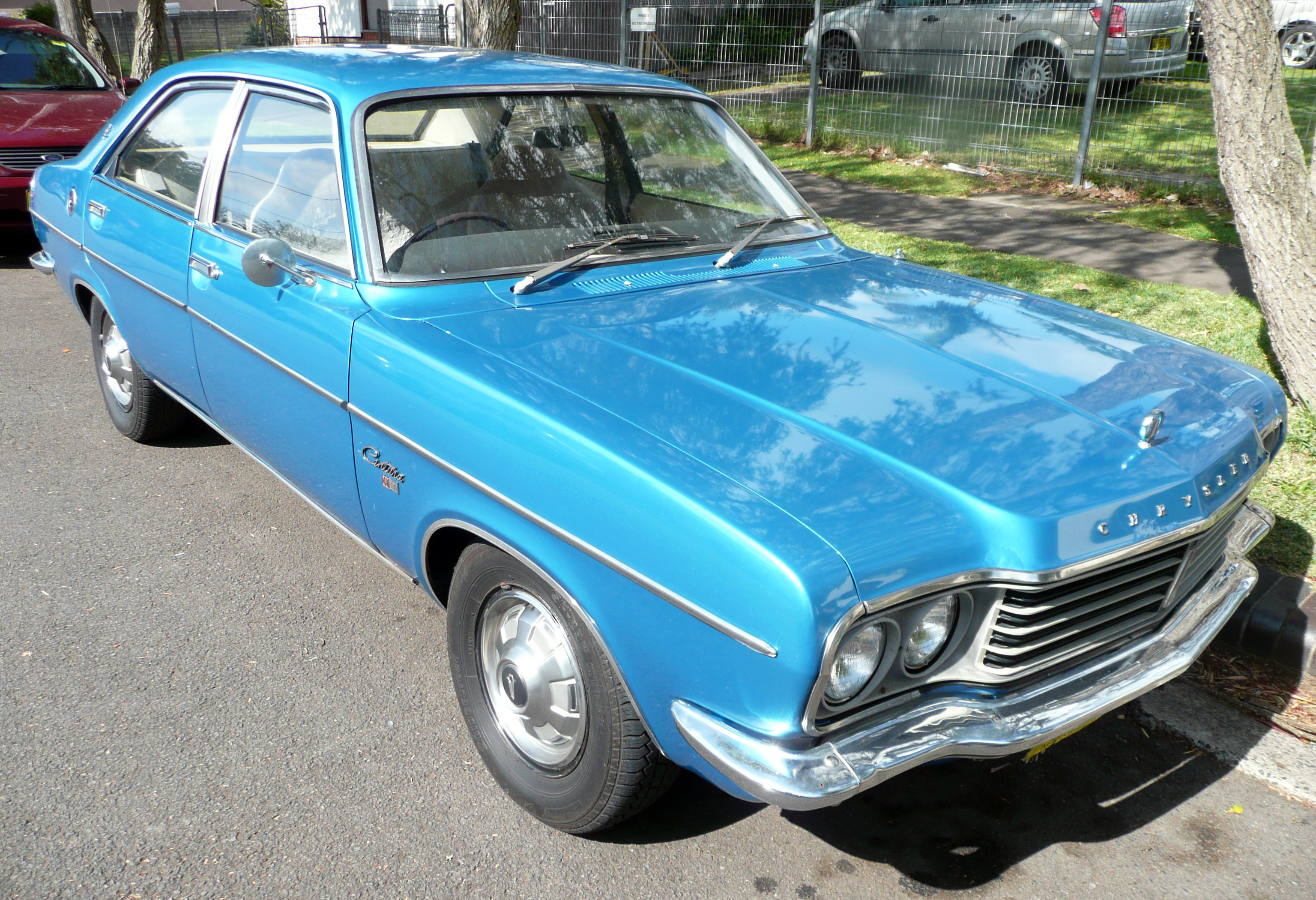
Chrysler KB Centura

1975 führte Chrysler den Centura ein, der mit 2,0 l-R4-, 3,5 l-R6- oder 4,0 l-R6-Motoren, sowie zwei Ausstattungsvarianten – XL und GL – erhältlich war. Er war Chryslers Wettbewerber in der Mittelklasse für den Holden Torana und den Ford Cortina.
Der Centura basierte auf dem europäischen Chrysler 180, der in Europa 1970 eingeführt wurde, hatte aber eine geänderte Front und ein geändertes Heck. Vermutlich sollte daraus ursprünglich ein Sunbeam werden, der aber nie die Produktionsreife erreichte.
Die Einführung des Centura verspätete sich um einige Jahre wegen des Embargos für Importe aus Frankreich, das die Teileversorgung stark behinderte (Das Embargo war wegen Frankreichs Atombombentests in Französisch-Polynesien verhängt worden).
Als das neue Modell schließlich in Australien ankam, sah es schon etwas unmodern aus. So konnte sich der Centura auch auf dem Markt nicht durchsetzen. 1978 verschwand er still und leise wieder vom Markt.

## Chrysler Australia und Mitsubishi Motors Australia

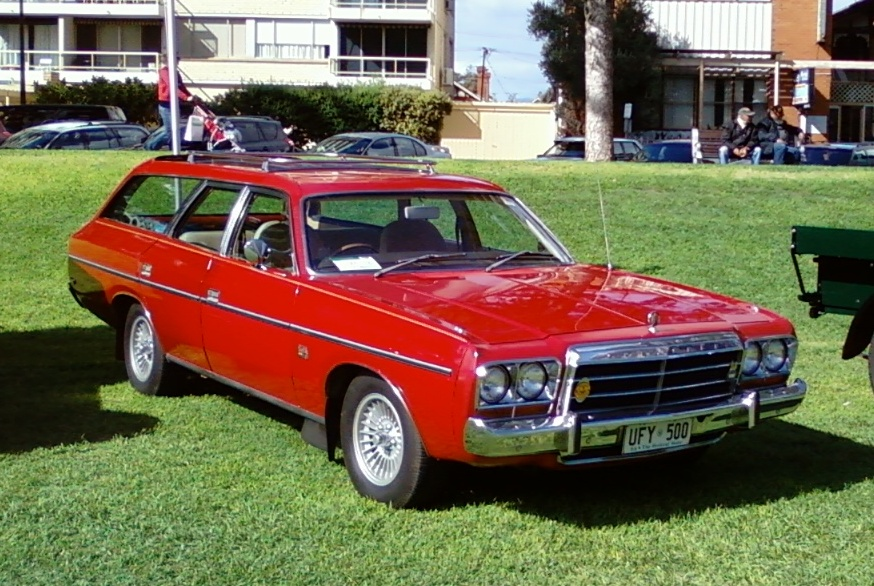
Chrysler CM Regal Wagon. Die Fertigung der Serien CM und Regal wurde von Mitsubishi nach der Übernahme von Chrysler Australia fortgesetzt.

Die Muttergesellschaft von Chrysler Australia arbeitete zunehmend mit Mitsubishi Motors zusammen, nachdem sie 1971 15 % der Gesellschaftsanteile übernommen hatten. Als Folge daraus baute Chrysler Australia den bei Mitsubishi konstruierten Chrysler Valiant Galant. Die Zusammenarbeit mit Mitsubishi bescherte Chrysler Australia auch ein weiteres erfolgreiches Modell: den Chrysler Sigma von 1977. Mit seinen Vierzylindermotoren mit Ausgleichswellen, günstigen Preisen, „japanischem“ Stil und der zusätzlich verfügbaren, luxuriösen SE-Version mit Lederausstattung auf Wunsch (damals in Australien ein ganz neues Ausstattungsdetail) sorgte der Sigma wieder für steigende Verkaufszahlen bei Chrysler Australia. Bald wurde der Sigma zum Marktführer in seiner Klasse.
1979 erwarben die Mitsubishi Motors Corporation und die Mitsubishi Corporation je ein Sechstel der Gesellschaftsanteile von Chrysler Australia und im April 1980 kauften die beiden Firmen auch noch die übrigen Anteile von der US-amerikanischen Chrysler Corporation. Der Firmenname wurde am 1. Oktober 1980 in Mitsubishi Motors Australia Ltd. geändert. Bis August 1981 wurden noch Valiant mit Chrysler-Emblem gebaut und der Bau des Sigma wurde als Mitsubishi Sigma noch bis 1987 fortgesetzt. Anschließend wurden die Mitsubishi-Modelle Colt, Magna, Verada und 380 gefertigt, bis im März 2008 der Bau von PKW eingestellt wurde. Die Gesellschaft existiert als Australiens größter Importeur von Straßenfahrzeugen weiter.

## Chrysler kehrt nach Australien zurück
Chrysler kam 1994 auf den australischen Markt zurück, wo anfangs der Jeep Cherokee angeboten wurde. Später waren auch der Neon (bis 2002), der Jeep Grand Cherokee, der Jeep Commander, der Chrysler PT Cruiser, der Chrysler Crossfire, der Chrysler 300 C, der Chrysler Voyager und der Dodge Caliber erhältlich. Anfangs war das Jeep-Modellangebot sehr preisgünstig, wenn die ersten Autos sich auch den Ruf minderer Qualität erwarben.
In den 2000er-Jahren wurden die Fahrzeuge aus den USA, Kanada, Mexiko und Österreich eingeführt (Ab 2009 werden neben dem Voyager auch die Modelle 300 C und Grand Cherokee in Österreich hergestellt). Der Chrysler 300 C fand eine erfolgreiche Marktnische als Alternative zu den australischen Luxusautos – üblicherweise Wagen der oberen Mittelklasse mit verlängertem Radstand, wie Holden Statesman / Caprice und Ford Fairlane / LTD.